# Uvira
Uvira est une ville de la province du Sud-Kivu en république démocratique du Congo. Elle est depuis février 2025 chef-lieu de la province du Sud-Kivu après la prise de la ville de Bukavu par les rebelles de l'Alliance Fleuve Congo / M23 soutenue par le Rwanda.

## Géographie

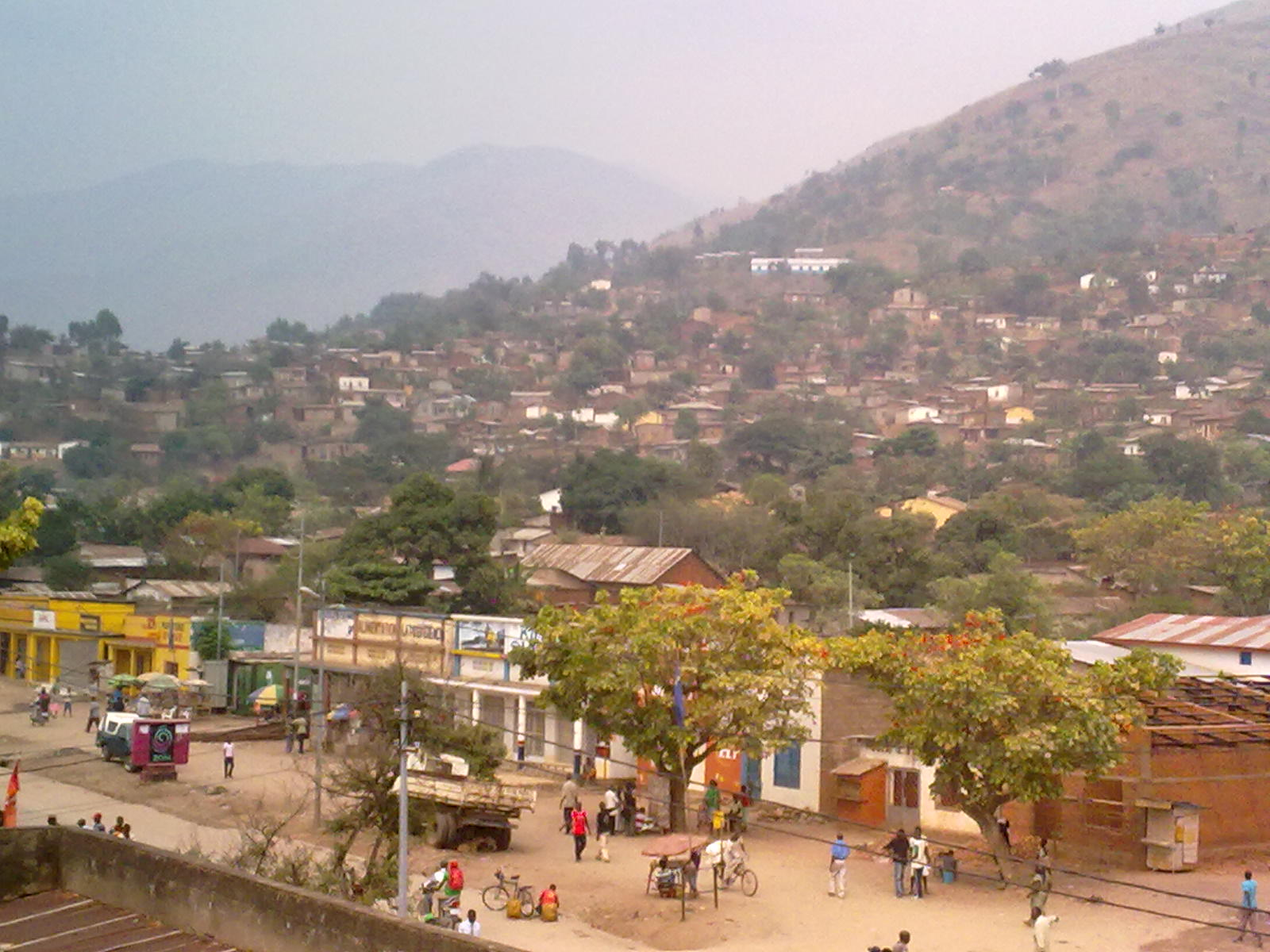
Uvira, vue vers l'ouest (2011).

Située sur les rives du lac Tanganyika, elle est desservie par la route nationale RN 5 à 130 km au sud de l'ancien chef-lieu provincial Bukavu. Elle est limitée au nord par la cité de Kiliba-Kagando, au sud par la collectivité chefferie de Kigongo et la rivière Kambekulu, à l’est par le lac Tanganyika, à l’ouest par la chaîne de Mitumba.

## Histoire
Avant la création de la province du Sud-Kivu en 1989, la cité est le chef-lieu de la sous-région du Sud-Kivu.
En 2018, elle est chef-lieu territorial de 109 399 électeurs recensés avec le statut de commune rurale de plus de 80 000 électeurs. Elle est en 2009 constituée de 14 quartiers : Kalundu, Kabindula, Kakombe, Kavimvira, Kasenga, Kibondwe, Kilibula, Kimanga, Mulongwe, Nyamianda, Rombe I, Rombe II, Rugenge, Songo,.
Le 27 avril 2020, les rivières qui traversent la ville sont sorties de leur lit et ont créé une grave inondation. On compte 27 morts et il y a des disparus. Beaucoup de maisons sont détruites. On craint des problèmes sanitaires vu la destruction des bâtiments de la compagnie qui distribue l'eau potable.

## Administration
Depuis décembre 2018, elle se voit conférer le statut de ville par ordonnance présidentielle. Elle est constituée de trois communes :
- Kalundu
- Mulongwe
- Kavimvira

## Population
Le recensement date de 1984, l'accroissement est de 6,14 en 2012,.
| 1984   | 2004    | 2012    | 2021    |
| ------ | ------- | ------- | ------- |
| 74 432 | 235 136 | 378 736 | 623 000 |

## Environnement
La ville d'Uvira est arrosée par un climat tropical qui est contrasté par le relief. L'érosivité de la pluie tout comme la précipitation et l'altitude augmentent progressivement de l'est vers l'ouest .

## Éducation
- Écoles primaires : 570
- Écoles secondaires : 280 
Les plus connues sont : l'Institut Mwanga d'Uvira, le lycée Umoja, institut du Complexe Scolaire Nuru, zawadi ya rais, l'institut technique Maman Olive, l'institut d'Uvira, l'institut Kitundu, ITAV KASENGA, institut du Lac Dont 481 pour la sous division Uvira 1 et 369 pour la sous division Uvira 2
- Enseignement supérieur et universitaire : UNDT UVIRA
- Instituts supérieurs : 4, ISC- Uvira, ISTM-Uvira, ISP-Uvira, ISDR-Uvira
- En 2009, on avait 18 institutions supérieures dont la majorité était des extensions. L’arrêté ministériel a suspendu la plupart d’entre elles. La plupart de ces institutions ne remplissaient pas les conditions requises.

## Économie
L’agriculture est l’activité principale de la population en territoire d’Uvira. Celle-ci se rend en dehors de la cité, spécialement en groupement de Kijaga, Kalungwe, Kitundu, Kabindula, Katala, Kagando et Muhungu où elle a des champs. L’agriculture vivrière constitue le monopole de cette activité agricole. Les principaux produits agricoles sont le manioc, la patate douce, la pomme de terre, le maïs et le riz ; parmi les cultures pérennes, on trouve : le bananier, le palmier à huile, les agrumes, le caféier, le papayer, l’avocatier et le manguier.
Les produits non cultivés sont les poissons frais, séchés et salés, la viande et les produits laitiers (Mashanza et yoghourts). L’élevage réalisé dans la plaine de la Ruzizi permet d’alimenter le territoire en viande et lait. À côté de l’agriculture s’aligne un élevage extensif de bœufs, porcs, chèvres et de volaille.
Le lac Tanganyika fournit en quantité des produits de lac, notamment les poissons. La pêche se pratique de façon artisanale. Les espèces des poissons capturés sont le tilapia, le mikéké, les fretins ou sardines (ndagala), le capitaine, et des silures. La pêche industrielle est inexistante et les gros poissons restent éternellement dans les eaux profondes du lac.
Le territoire a un sol sablonneux, ce qui fait que le sable est un produit très disponible en quantité et en prix.
Le petit et grand commerce occupent aussi une portion importante de la population. La vente des produits agricoles et des produits de première nécessité en provenance de Bukavu, du Burundi, de la Tanzanie et de la Zambie constitue le circuit commercial de la population en cité d’Uvira et de ses environs. Le commerce de détail inclut la vente de produits alimentaires, de motos, de boissons alcoolisées et gazeuses, de cigarettes, de produits pétroliers et beaucoup d’autres produits divers.
Les principales activités des PME sont le commerce de gros et de détail, l'artisanat (meuniers, savonneries, boulangeries), l'agro-pastoral, les armateurs (bateaux) et les pétroliers. 1145 PME ont été répertoriées par les services de l’IPMEA du territoire. De ces 1145, 1095 ont été contrôlés et ainsi, 1003 entreprises sont en régime Patente et 92 seulement ont un numéro de registre commercial devenu RCCM.
Pour les importations, les 9 premières marchandises clés à l’importation sont les suivantes : farine de froment, sucre de canne, riz décortiqué, sel iodé, huile végétale, tomates, piles, accessoires des véhicules et véhicules et plusieurs autres produits.
Le commerce se pratique dans différents marchés de la ville, les grands marchés sont le marché Maendeleo, le marché zaïrois, le marché de Mulongwe et des petits marchés situé dans tous les quartiers de la ville.

## Personnalités liées à Uvira

### Naissance à Uvira
- Martial Papy Mukeba, journaliste de la Radio Okapi.
- Malu NCB, artiste musicien.
- Assani Lukimya-Mulongoti, un footballeur congolo-allemand.
- Kongwa Kalingula PAUL, Ir. En développement rural au États-Unis

### Résidence à Uvira
Trésor Kaomba Dix Ampères, un passionné de la nouvelle technologie. Électricien professionnel et aussi Ingénieur en Réseaux et Services Mobiles /Télécommunications[pertinence contestée].

## Réseaux et infrastructures

### Réseaux de télécommunication
- Airtel
- Vodacom
- Orange

### Transports
- Taxi moto
- Taxi voiture